# Khu bảo tồn thiên nhiên núi Nimba
Khu bảo tồn thiên nhiên nghiêm ngặt Núi Nimba là một khu vực được bảo vệ và là di sản thế giới của UNESCO thuộc hai quốc gia Guinea và Bờ Biển Ngà. Nó có diện tích 17.540 hecta, trong đó có 12.540 hecta tại Guinea và 5.000 hecta tại Bờ Biển Ngà. Khu bảo tồn này bao gồm những khu vực quan trọng nhất của Dãy núi Nimba, một khu vực địa lý độc đáo và giàu có bất thường hệ động thực vật, gồm rất nhiều các loài đặc hữu như Dơi lá mũi, Cóc. Đỉnh cao nhất của dãy núi này là Núi Richard-Molard cao 1.752 mét (5.750 ft) cũng là đỉnh cao nhất của cả hai quốc gia Guinea và Bờ Biển Ngà.

## Lịch sử
Khu bảo tồn được thành lập vào năm 1943 theo Sắc lệnh số 4190 SE/F tại Bờ Biển Ngà và vào năm 1944 tại Guinea. Khu vực thuộc Guinea được công nhận là Khu dự trữ sinh quyển từ năm 1980. Khu bảo tồn ở Guinea được công nhận Di sản thế giới vào năm 1981 và sau đó được mở rộng thêm phần diện tích ở Bờ Biển Ngà vào năm 1982. Việc khai thác quặng sắt trong khu vực khiến hệ sinh thái bị đe dọa từ năm 1992 và khu bảo tồn bị liệt vào danh sách di sản thế giới bị đe dọa kể từ đó. Với mục đích nhằm cải thiện công tác bảo vệ, một trung tâm bảo tồn được xây dựng bởi Cơ quan vườn quốc gia Guinea.

## Địa lý và khí hậu
Nimba là một sườn núi hẹp mở rộng dài 40 km chạy theo hướng tây bắc-đông nam. Nó tạo thành một phần phía nam của Cao nguyên Guinea. Đỉnh cao nhất của dãy núi là Richard-Molard cao 1.752 mét (5.750 ft). Một số đỉnh núi khác là Grand Rochers cao 1694 m (5558 ft), Sempéré cao 1682 m (5518 ft), Piérré Richaud cao 1670 m (5479 ft), Tô cao 1675 m (5495 ft), và LeClerc cao 1577 m (5174 ft). Tất cả đều nằm bên phía khu bảo tồn thuộc Guinea. Khu bảo tồn là nơi có khoảng 50 con sông suối nhỏ bắt nguồn từ Sông Cavalla, Cestos và Sassandra. Khai thác quặng sắt có chất lượng hàng đầu đặt ra mối đe dọa lớn đối với địa mạo và các loài động vật hoang dã độc đáo tại đây.
Dãy núi Nimba có khí hậu cận xích đạo. Nhiệt độ bị chi phối mạnh mẽ bởi độ cao với nhiệt độ dao động ban ngày từ 24 °C tới 33 °C và ban đêm có thể giảm xuống dưới 10 °C. Một số phần của khu bảo tồn có lượng mưa thấp hơn đáng kể do những sườn núi cao. Sườn núi phía nam nhìn chung âm u hơn phía bắc do ảnh hưởng bởi gió Harmattan khô từ Sahara.

## Sinh thái học
Khu bảo tồn này nằm trong rừng Guinea Tây Phi, một điểm nóng về đa dạng sinh học. Nó chứa hệ động thực vật đặc biệt phong phú, là nhà của hơn 2.000 loài thực vật có mạch, 317 loài động vật có xương sống, trong đó có 107 loài động vật có vú và hơn 2.500 loài động vật không xương sống. Khu bảo tồn là chủ đề của nhiều cuộc điều tra sinh học bởi nơi đây có chứa một lượng lớn các loài chưa được biết đến. Một số loài động vật có xương sống đặc hữu đáng chú ý gồm Cóc Nimba (loài cóc duy nhất không đẻ trứng), Dơi nếp mũi Nimba và Rái cá Nimba. Một số loài động vật quý hiếm có nguy cơ tuyệt chủng khác có thể kể đến Sư tử Tây Phi, Hà mã lùn, Linh dương lưng vằn và Tinh tinh Tây Phi.
Các vùng sinh thái cạn trong khu bảo tồn gồm rừng thấp Tây Guinea, rừng núi cao Guinea, rừng savan Guinea và savan Sudan. Ngoài ra, dãy núi Nimba cũng là một vùng sinh thái nước ngọt đặc biệt với nhiều loài thủy sản đặc hữu.

## Hình ảnh

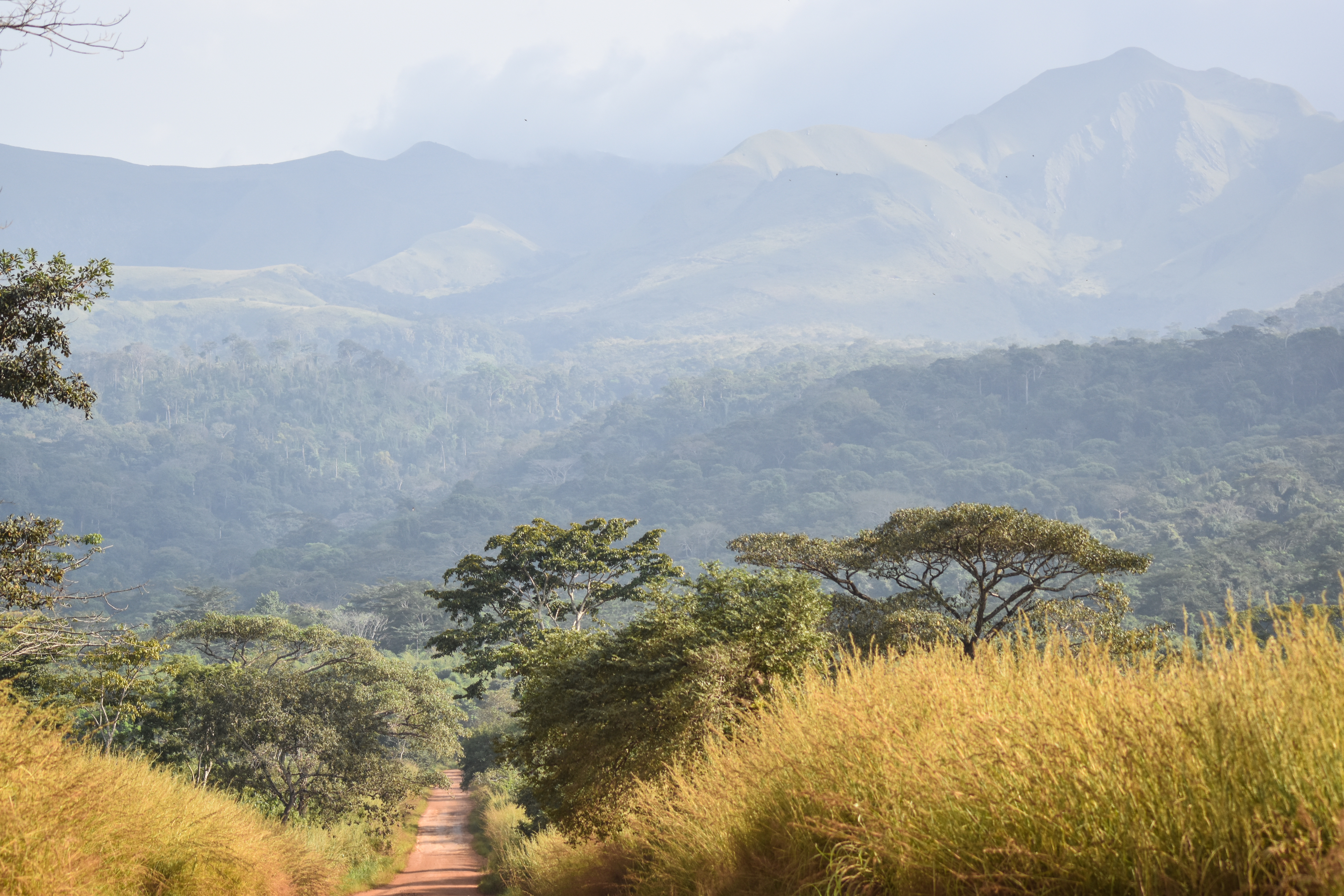
Ranh giới của khu bảo tồn (Gbakore)
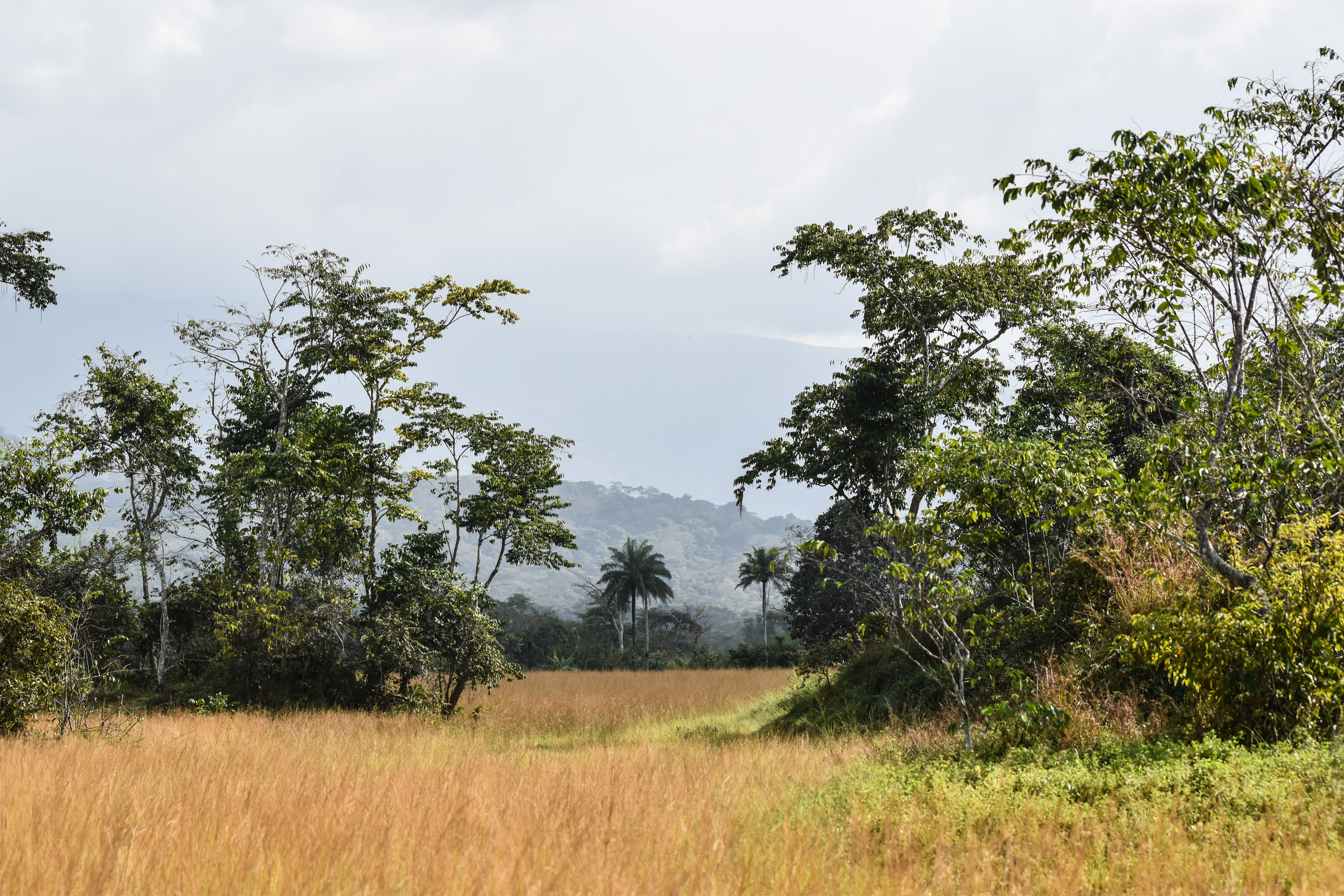
savan thấp xung quanh núi Nimba
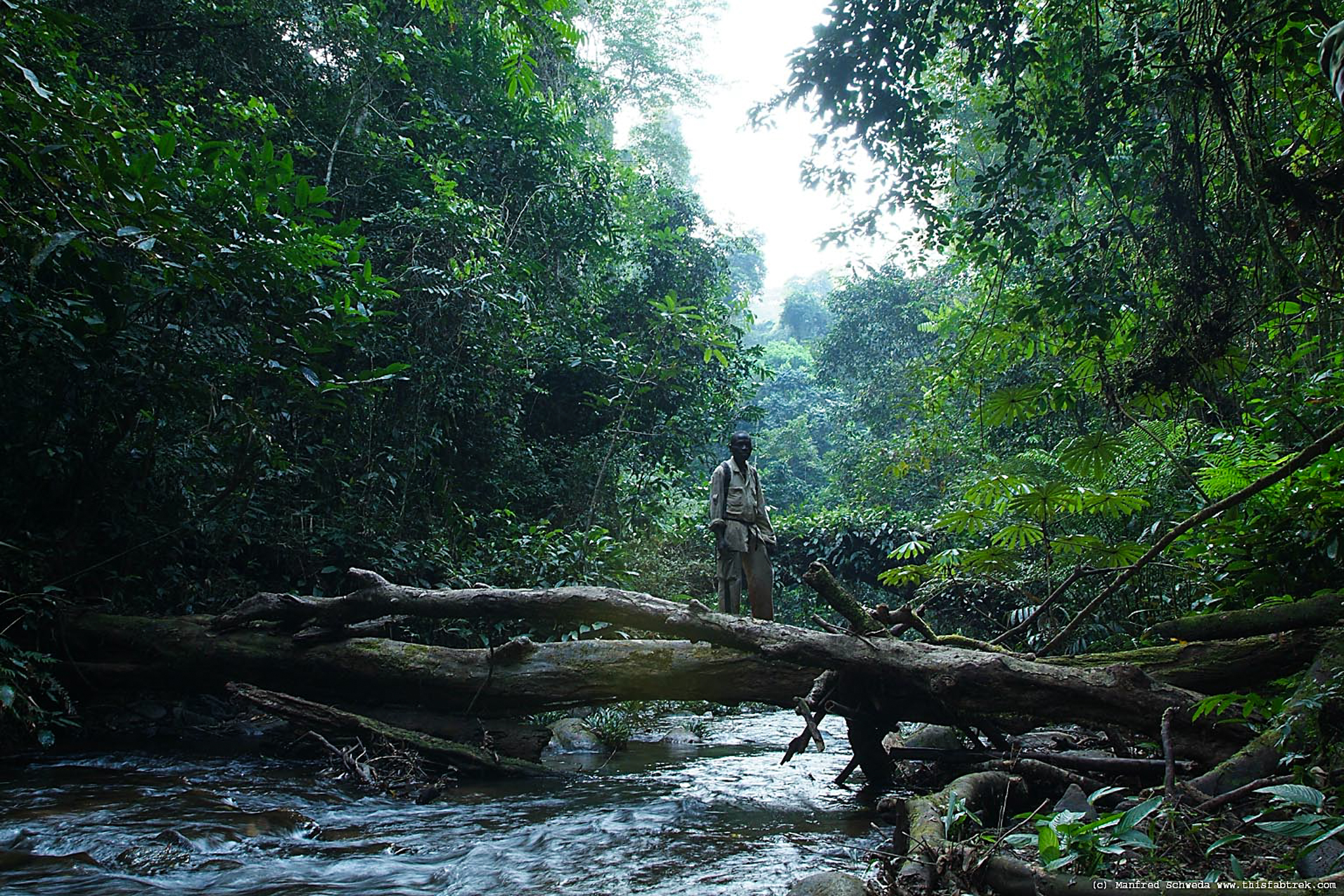
rừng mưa nhiệt đới thấp
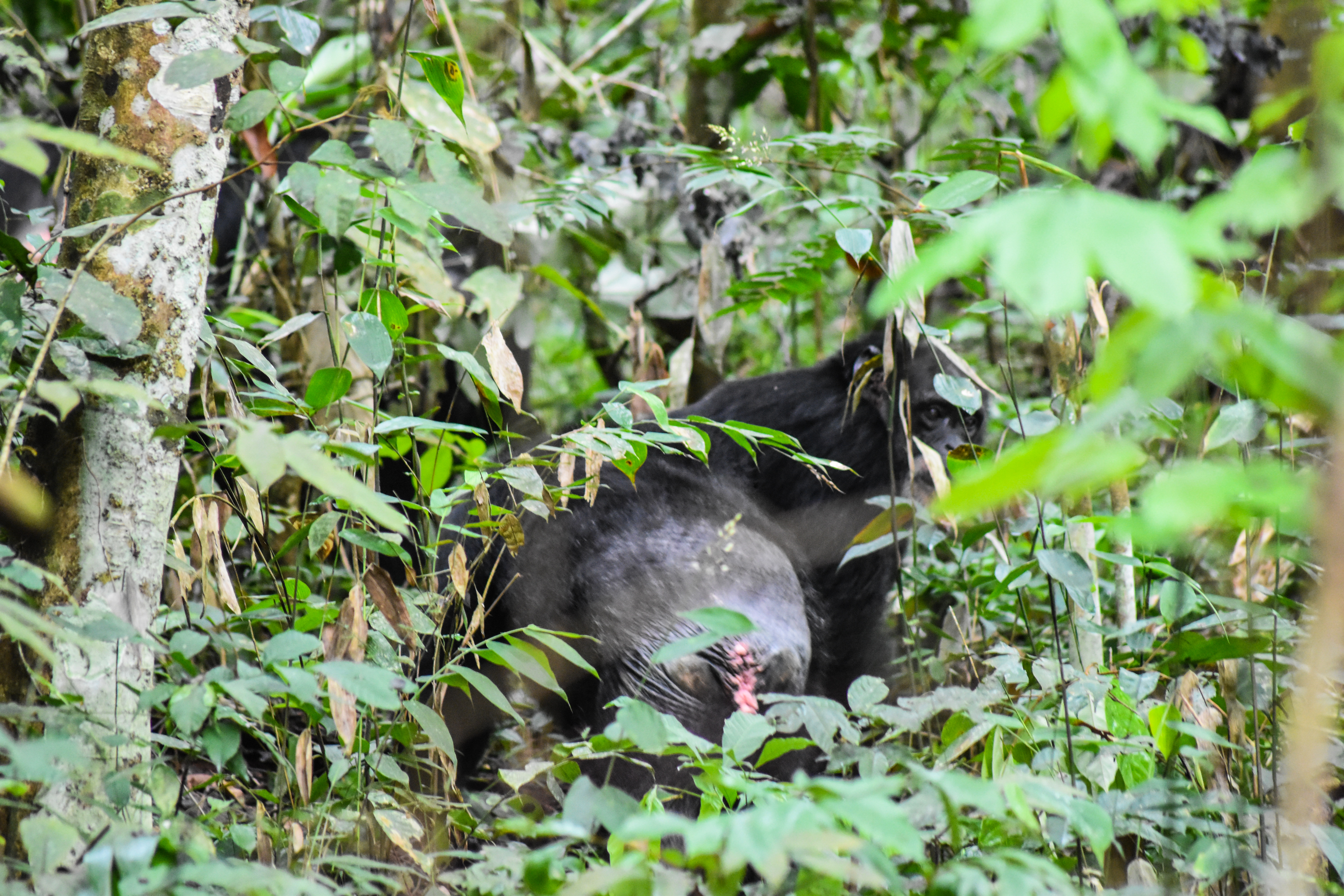
Tinh tinh Tây Phi
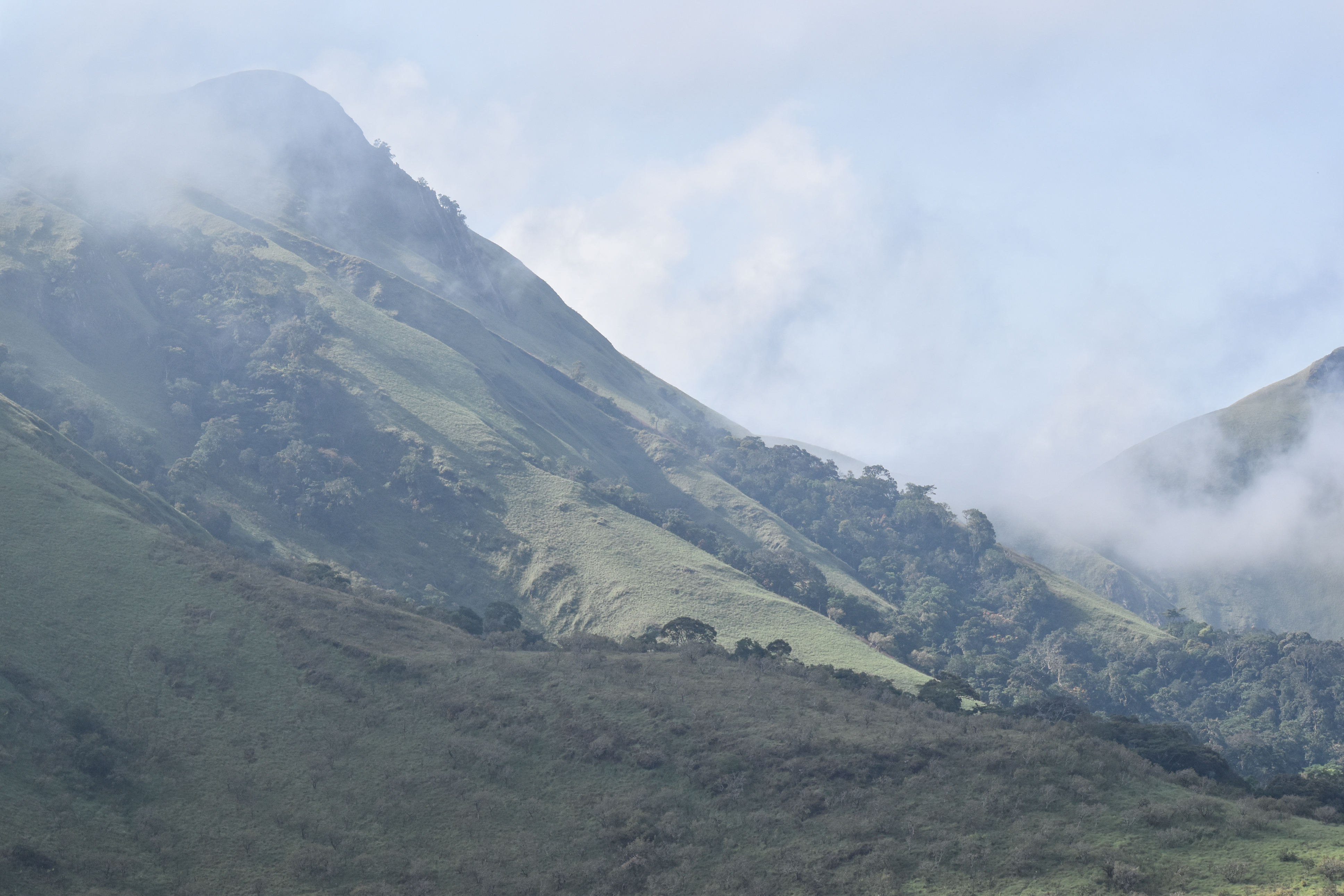
Rừng mây núi cao
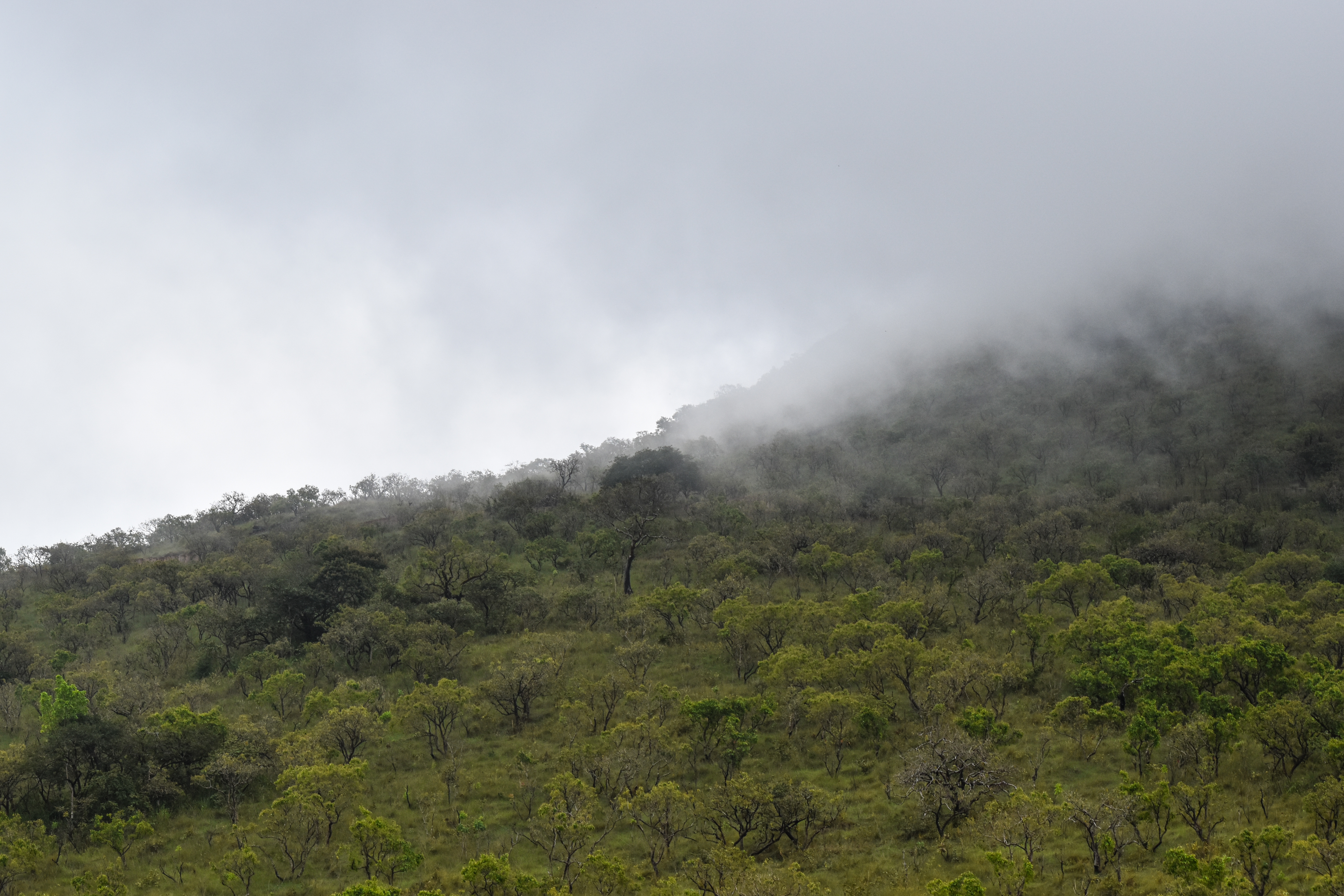
Đất hoang núi cao
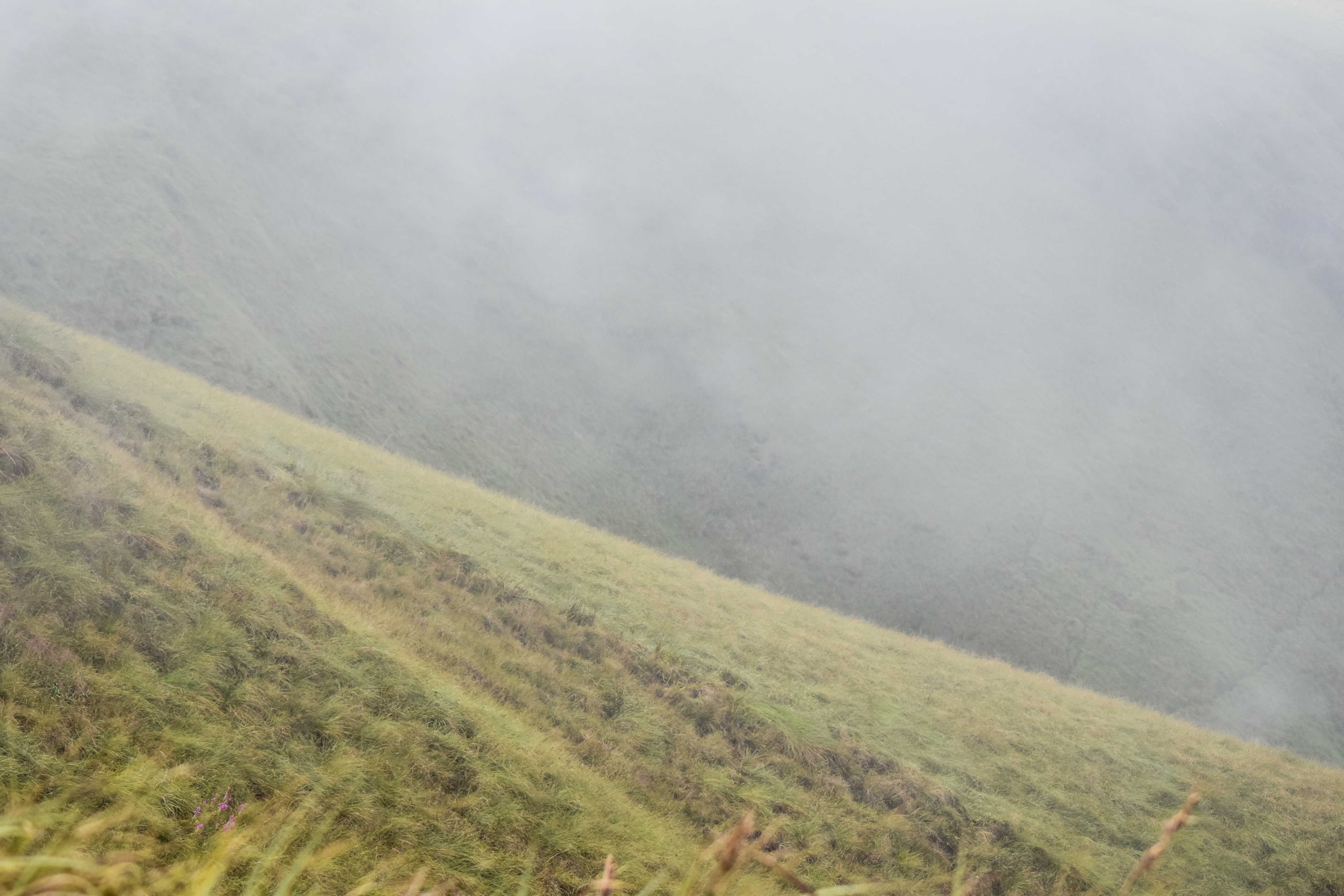
Đồng cỏ núi cao
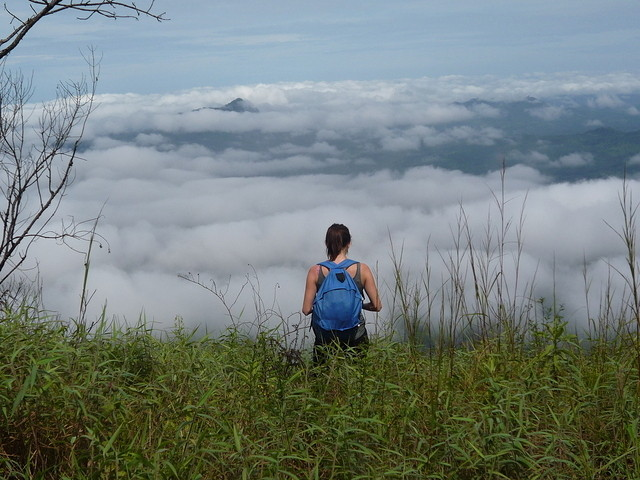
Một du khách chiêm ngưỡng biển mây